# Афонтово
«Афонтово» (с 10 октября 2011 по 1 июня 2014 года — «Афонтово-новости», с 1998 по 31 марта 2002 года использовалось эфирное название «Афонтово-9», до 31 марта 2002 года использовалось стилизованное написание — «АфонТоВо») — частный красноярский телеканал, известный региональный телевизионный бренд России. Основан 2 апреля 1992 года. Начал своё вещание 2 апреля 1993 года. С 2011 по 2023 год входил в состав медиахолдинга «Юнитмедиа». С 2023 года принадлежит экс-депутату Городского совета Красноярска, издателю и главному редактору журнала «Деловой Красноярск» Геннадию Торгунакову и генеральному директору Татьяне Ковалевой.
«Афонтово» является вторым независимым частным телеканалом Красноярска после «Примы».
В настоящее время сетка вещания построена на лучших программах и документальных фильмах региональных телекомпаний России, а также программах собственного производства.
С 1992 по 2010 год учредителем и вещателем телеканала являлось ЗАО КТК (ранее — ТРК) «Афонтово», с 2008 по 2010 год — ООО «Красноярск — 9 канал», с 2011 по 2021 год — ООО «РИТЭКС», а с 2021 года им выступает ООО «Афонтово».

## История

### 1992—2003 годы: основание телеканала и эпоха Александра Карпова

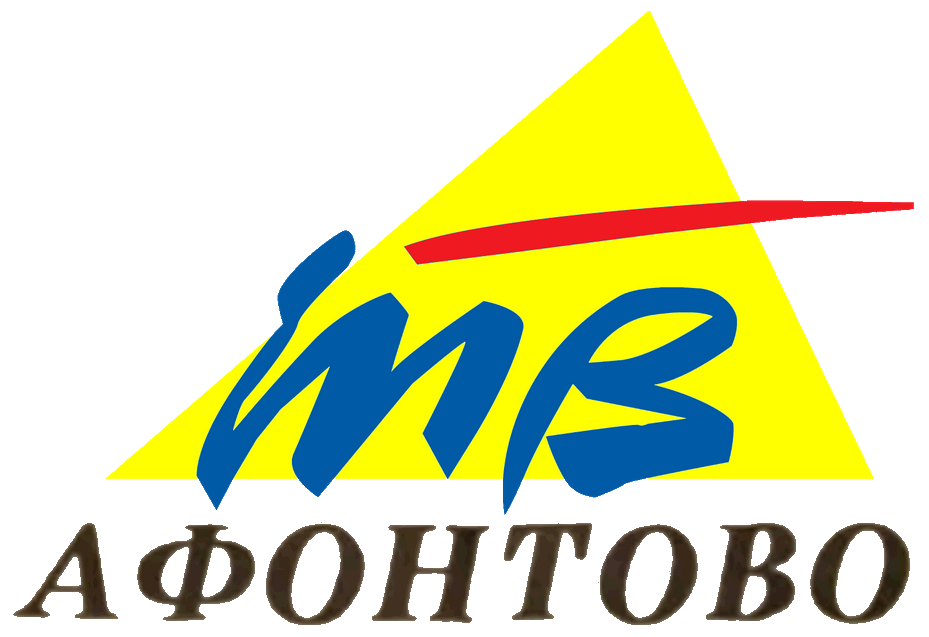
Логотип «Афонтово» в 1993—1998 годах

В 1992 году Дмитрий Неклюдов, начальник службы радио и ТВ краевого управления связи, и его коллега Сергей Широков разрабатывали идею единого телевизионного центра для кабельных студий Красноярска. По плану на 9 ТВК должна была идти закодированная трансляция легально закупленных программ. Кабельщики могли использовать передачи в своём эфире, чтобы сэкономить на закупке контента и не прибегать к видеопиратству. Большинство кабельных студий идею не поддержали.
Проектом Неклюдова заинтересовался Александр Карпов, директор студии кабельного ТВ «Атлантик», вещавшей в микрорайоне Солнечный. По его инициативе идею переработали: вместо закодированной трансляции решили делать эфирный телеканал. Позже, в августе 1992 года к проекту присоединились известные ведущие информационной программы «ИКС» краевого телевидения Ирина Третьякова и Сергей Ким.
Закрытое акционерное общество «Афонтово» было основано 2 апреля 1992 года (эта дата официально считается днем рождения канала) Александром Карповым. Он возглавлял компанию до 2003 года.
Учредителями «Афонтово» выступали несколько организаций и частные лица (Александр Карпов, Сергей Ким, Дмитрий Неклюдов и Альбина Курилина).
Первая студия канала находилась в бомбоубежище (проспект Мира, 102) под зданием краевого управления связи (сейчас — управления Федеральной почтовой связи Красноярского края). Передатчики нового канала были установлены в здании Енисейского речного пароходства.
В июле 1992 года начались пробные эфиры на 9 ТВК с передатчика мощностью 10 Вт и монтажного комплекса S-VHS, а 6 октября того же года была получена первая лицензия на вещание под номером 64. Изначально «Афонтово» транслировал музыкальные клипы, записанные с телеканала MTV Europe и зарубежные фильмы.
15 марта 1993 года в 20:30 вышел первый выпуск «Новостей „Афонтово“», который вела Ирина Третьякова.
2 апреля 1993 года в 19:00 вещание канала стало регулярным (официально — дата начала вещания канала). Одновременно на канале появились первые собственные программы: «Второе число месяца», «Лапша», «Волшебный микрофон», «Сибмаркет», «Автофокус».
21 сентября 1993 года в 7:00 вещание радио «Афонтово» было запущено на частоте 73,28 УКВ. Первое время оно ретранслировало международную радиостанцию «Голос Америки».
Согласно социологическим опросам, в 1993—1994 годах программы телекомпании смотрели 60% телезрителей.
В 1994 году на канале появились авторские программы: «Ева+», «36,6», «Спорт-ревю», «Музыкальная программа «Афонтово», «Европа Плюс». 5 сентября того же года запустилась утренняя программа «Утренний кофе с «Афонтово» (просто — «Утренний кофе») — первая региональная утренняя программа в России. Первый выпуск программы вела Елена Антонова, перешедшая с телеканала «Прима-ТВ».
В феврале 1995 года на 22 ТВК была запущена ретрансляция НТВ («Афонтово-22»). Его эфирный логотип и бегущая строка с объявлениями присутствовали вплоть до осени 2005 года. Также до 1998 года на этой частоте транслировались повторы программ «Афонтово» из 9 ТВК, а на 9 ТВК — повторы программ НТВ из 22 ТВК соответственно (как правило, в записи).
По состоянию на 1995 год на телеканале работало около 160 человек.
2 апреля 1995 года телекомпания переехала в здание ДК Медпрепаратов на улице 60 лет Октября, 44а. 24 апреля того же года вышел первый эфир из того здания. 21 июня 1999 года прилегающий к зданию переулок получил имя Афонтовский, а само здание — адрес «Афонтовский, 7». Сцена и зрительный зал дворца культуры Медпрепаратов в 90-х годов использовались как концертный зал «Афонтово».
В ночь с 28 на 29 октября 1995 года на передающем центре «Афонтово», расположенном на 18-м этаже здания Енисейского речного пароходства, произошёл пожар, который прервал вещание 9 канала (на неделю), 22 канала (на месяц), а также радио «Афонтово» на частоте 73,28 УКВ. Весь зал передающего центра полностью сгорел. Причиной пожара могло стать короткое замыкание в одном из кондиционеров.
С 1996 по 1997 и с 2014 по 2016 год телекомпания «Афонтово» являлась главным информационным партнёром конкурса красоты «Мисс Красноярск», а с 2014 по 2016 год — «Маленькая красавица».
В августе 1996 года радио «Афонтово» перешло на частоту 101,3 FM и изменило формат вещания. В 1997 году на частоте 73,28 УКВ была запущена ретрансляция «Русского радио». В начале 2001 года, в связи с переходом «Русского радио» на частоту 105,8 FM, радио «Афонтово» возобновило вещание на частоте 73,28 УКВ.
«Афонтово» было одним из основателей Независимой вещательной системы — телесети, объединившей 135 станций в России, СНГ и Прибалтике. Александр Карпов стал генеральным директором ассоциации. 1 января 1997 года НВС стала базой для региональной сети нового телеканала REN-TV, который впоследствии стал сетевым партнёром «Афонтово».
2 октября 1997 года на базе отдела приёма объявлений в бегущую строку телекомпании «Афонтово» была создана сеть пунктов приёма объявлений «Центр объявлений» (с 2015 года — «Центр объявлений и билетов»).
2 февраля 1998 года «Афонтово» стало сетевым партнёром нового телеканала ТНТ.
В 1998 году телеканал сменил оформление. На смену первому логотипу в виде треугольника с буквами «ТВ» пришёл новый логотип, представляющий собой строчную букву «а». Этот логотип в дальнейшем неоднократно видоизменялся. В это же время телеканал получает эфирное название «Афонтово-9» (до этого данное название упоминалось в некоторых печатных программах передач с 1995 года; однако название «Афонтово» продолжало упоминаться как в эфире, так и в пресс-релизах).
В связи с кризисом 1998 года было закрыто большое количество авторских программ.
С декабря 1998 по ноябрь 1999 года телекомпания «Афонтово» финансировала строительство собственного, первого в России негосударственного передающего центра на Николаевской сопке. 10 декабря 1999 года было начато вещание с нового передающего центра.
20 декабря 1999 года в дополнение к программе «Утренний кофе» на канале «Афонтово-9» запустился вечерний интерактивный канал «Кофе вечерком». 5 февраля 2001 года запущена «бесшовная» эфирная сетка вечернего вещания «Новый вечер на Афонтово»: в её рамках «Новости Афонтово» выходили три раза за вечер — в 18:00, 18:55 и 20:00 (совместный эфир с «Кофе вечерком»).
В 2000 году у телекомпании «Афонтово» появился собственный официальный сайт — afontovo.krs.ru. В начале 2001 года доменное имя сайта телекомпании сменилось на afontovo.ru.
1 октября 2001 года на базе передающего центра «Афонтово» была запущена ретрансляция ТВ-6 на 32 ТВК. После отключения ТВ-6 в 2002 году, на этой частоте в разное время ретранслировались НТВ-Плюс Спорт, ТВС, телеканал «Спорт» («Россия-2»), «Матч ТВ» и «Матч! Страна». Вещание велось без своего эфирного логотипа, а до 2003 года присутствовала бегущая строка с объявлениями. Однако данная частота принадлежала не самому «Афонтово», а непосредственно сетевому партнёру.
К 2002 году рейтинги «Афонтово-9» упали со второго места на четвёртое. Основным конкурентом телеканала являлась телекомпания ТВК.
5 марта 2002 года радио «Афонтово» прекратило своё вещание и на частоте 101,3 FM было запущено «Авторадио — Народная марка», а 10 марта того же года на частотах 73,28 УКВ и 105,2 FM было запущено «Первое полосатое радио „Zebra“», при этом коллектив бывшего радио «Афонтово» остался прежним. 1 декабря 2003 года на частоте 101,3 FM было запущено «Love Radio». Летом 2008 года частота 101,3 FM была продана компании «Региональная Медиагруппа» (сейчас — группа компаний «Выбери радио»). 16 ноября 2009 года «Радио „Zebra“» прекратило своё вещание, частота 105,2 FM была продана ВКПМ и на ней было запущено «Авторадио».
1 апреля 2002 года канал избавился от эфирного названия и логотипа «Афонтово-9» и как прежде стал вещать под названием «Афонтово» (однако эфирное название «Афонтово-9» продолжало упоминаться в некоторых печатных и электронных программах передач вплоть до самого закрытия канала в 2010 году, а также на сайте канала до 2005 года). Кроме того, на канале сменились логотип и графическое оформление. Разработкой нового оформления канала занималась креативно-производственная компания «Координата 20» (Москва) под руководством творческого директора Михаила Спирова.

### 2003—2010 годы: смены руководства и переход на собственное программирование
В 2003 году телеканал перешёл на серверную технологию вещания. Появился новый студийный павильон, откуда выходили программы «Утренний кофе», «По полам!», «Оптимальный вариант», «С полседьмого», «Главное с Сергеем Кимом».
В 2003 году после ухода Александра Карпова с поста генеральным директором стал Сергей Ким, в дальнейшем — председатель совета директоров.
30 ноября 2004 года ООО «Афонтово Развитие», принадлежавшее учредителям Афонтово, победило на конкурсе на 36-ю дециметровую частоту.

Логотип «Афонтово» в 2005—2010 годах

12 сентября 2005 года канал «Афонтово» перешёл на собственное программирование (изначально планировал переходить 5 сентября того же года). Сменились логотип и графическое оформление. Его сетевой партнёр — телеканал «ТНТ» переехал на 36 ТВК соответственно.
С 2006 по 2010 год генеральным директором и главным редактором канала был Валерий Сидоров. В список соучредителей ЗАО КТК «Афонтово» вошёл Вадим Кириллов, соучредитель «CМ.холдинга» совместно с Юрием Коропачинским. Валерий Сидоров также был связан с холдингом через входящих туда юридических лиц.
27 июня 2010 года генеральным директором стал Владимир Ефремов, ранее занимавший аналогичную должность на телеканале «ТНТ-Красноярск» (36 ТВК).

### 2010 год: закрытие
5 июля 2010 года на собрании руководителей отделов «Афонтово» было объявлено, что 31 августа — последний день вещания канала в прежнем виде: «Афонтово» должно было перейти к ретрансляции телеканала ТВ-3. Такое решение приняли владельцы канала. Все программы канала оказались под угрозой закрытия, большинство нетехнического персонала (по разным оценкам, от 150 до 400 человек) попало под сокращение 6 октября.
Канал продолжил вещание в обычном режиме до 22 октября 2010 года. Большинство программ («Утренний кофе» (последний выпуск вышел 1 октября того же года), «Главное с Сергеем Кимом», «Веб-экспресс», «Дела», «Коробка передач», «Сетевизор» (с середины июля по октябрь транслировались повторы выпусков) и др.) закрылись или перешли на другие местные каналы (в частности, на «СТС-Прима» и «12 канал») раньше этого срока. В сентябре «на реконструкцию» был закрыт сайт «Афонтово». С 6 октября был сильно сокращён штат «Новостей „Афонтово“» — единственной программы, продолжавшей выходить вплоть до закрытия канала. В том же месяце прогноз погоды стал выходить без ведущих и с закадровым голосом.
По состоянию на середину октября 2010 года в редакции «Новостей „Афонтово“» работало всего 5 человек.
22 октября 2010 года в 20:30 вышел последний выпуск программы «Новости „Афонтово“» в формате мини-фильма об истории телекомпании и «Новостей». Сразу после показа этой программы, в 21:00, телеканал перешёл к исключительной ретрансляции ТВ-3.
В последнюю неделю октября 2010 года на канале недолго остались только рекламные блоки (в последние месяцы вещания в них транслировалась только реклама «Центра объявлений»), телегазета «Полоса объявлений», бегущая строка с объявлениями и плашка с часами и температурой (без треугольной стрелки слева). Логотип и оформление канала больше не использовались. 31 октября того же года телеканал окончательно прекратил своё вещание, а через день, 1 ноября ретрансляция ТВ-3 продолжалась в чистом виде.
По данным TNS Gallup Media, в последние месяцы вещания аудитория канала составляла 4% от числа телезрителей.
В это же время большая часть бывших сотрудников «Афонтово» перешла работать на другие телеканалы (ГТРК «Красноярск», ТВК, «7 канал», «СТС-Прима», «12 канал», «Енисей-Регион», «ТВ Центр-Красноярск»), в небольшие продюсерские продакшн-студии, работавшие с вещателями по договору и в печатные СМИ. Некоторые бывшие сотрудники канала на несколько лет или же окончательно ушли из журналистики.
Бывшие помещения телеканала в Афонтовском переулке были сданы в аренду под различные офисы, а студия программы «Утренний кофе» простояла вплоть до 2013 года и впоследствии была разобрана.
После перерыва в несколько лет, в конце августа 2014 года трансляция бегущей строки объявлений на ТВ-3 возобновилась и длилась вплоть до конца 2016 года (сама бегущая строка написана тем же шрифтом, что на старом «Афонтово» и также транслировалась на телеканале «Пятница!»). Через полгода, в начале мая 2015 года трансляция региональной рекламы на ТВ-3 возобновилась (сначала продажей времени занималось агентство «Алькасар Красноярск», с 2017 по 2022 год — «Регион Медиа Красноярск», а с 2022 года — «НРА Красноярск» ).

### 2011—2014 годы: смена собственника и перезапуск
11 апреля 2011 года появилась информация о том, что бренд, доменное имя, техническая база и архивы телекомпании «Афонтово» перешли к новому собственнику — медиахолдингу «Юнитмедиа». Осенью 2011 года он планировал возродить канал в кабельных сетях. Команда обновлённого телеканала должна была состоять как из сотрудников ОРТВ, так из бывших сотрудников старого «Афонтово». Идея перезапуска «Афонтово» принадлежит владельцу холдинга Игоре Юсьме и генеральному директору ОРТВ Ирине Третьякове. Помимо имущества телекомпании «Афонтово», холдинг приобрёл сеть пунктов приёма объявлений «Центр объявлений», которая продолжила свою работу после закрытия канала.
30 июня 2011 года холдинг заявил о решении перезапустить «Афонтово» на частоте принадлежавшего ему телеканала ОРТВ, а затем открыть кабельную версию канала с самопрограммированием.

Логотип «Афонтово-новости» в 2011—2013 годах

Обновлённый телеканал получил название «Афонтово-новости». При этом, туда перешла команда ОРТВ, сохранились сетевой партнер — телеканал «Россия-24» и информационно-коммерческий формат: в эфир выходили выпуски новостей, интервью, документальные рубрики и спецпроекты, записи пресс-конференций и тематические рекламные программы в новостном формате. На преобразование ОРТВ в «Афонтово-новости» было потрачено несколько миллионов рублей. В сентябре 2011 года в честь перезапуска телеканала стартовала рекламная кампания под слоганом «Афонтово-новости вместо ОРТВ. Мы сами Афигели!». Перезапуск произошел 10 октября 2011 года в 17:00.
2 апреля 2012 года в честь 20-летия телекомпании был запущен кабельный канал с самопрограммированием «Афонтово в красном» (до августа 2012 — тестовое вещание, «Афонтово-9», август-сентябрь 2012 — «Афонтово»). Сетка вещания состояла как из собственных программ, так и из программ эфирного «Афонтово-новости». Также в эфире кабельного канала транслировался закупочный контент. Тематика канала — информационно-аналитическая, публицистическая и развлекательная. Учредителем и вещателем телеканала являлось ООО «Эврика».
В августе 2013 года директор «Афонтово-новостей» Ирина Третьякова вместе с частью коллектива перешла на телеканал «Енисей». Информационный канал возглавил директор новостей Сергей Литвинов, телекомпанию «Афонтово» — Алексей Семёнов.
В октябре 2013 года холдинг «Юнитмедиа» выкупил здание старого «Афонтово» на Афонтовском переулке, 7. До этого использовался только большой студийный павильон, в котором снимали программу о моде «Топ-подиум». 3 ноября 2013 года на «Афонтово в красном» прошла первая прямая трансляция из этого здания — концерт местных артистов с участием сотрудников «Афонтово» разных лет.

### 2014—2020 годы: возврат к собственному программированию
В марте 2014 года Алексей Семенов был уволен с канала, поскольку «не справился с поставленными задачами». Новым гендиректором «Афонтово» стал Данила Юсьма, сын Игоря Юсьмы. Он должен был придумать новую концепцию «Афонтово» и подготовить его к вещанию без «России-24» — информационный канал получил собственную лицензию на вещание и готовился выйти в эфир без сетевого партнера с ретрансляцией программ ГТРК «Красноярск».
1 мая 2014 года канал «Афонтово-новости» перешёл на собственное программирование. В эфире были новости, интервью, тематические новостные программы, документальные фильмы сотрудников старого «Афонтово» и телемарафон «Время перемен» о жизни Красноярска с 1992 по 2014 годы. Кабельный канал полностью дублировал эфирный.

Логотип «Афонтово» в 2014—2016 годах

1 июня 2014 года на канале начался новый сезон, в сетку вещания включены фильмы и сериалы. Через день, 2 июня того же года эфирная и кабельная версии «Афонтово» объединены в один канал. Сам канал вновь стал называться просто «Афонтово». Сменились оформление и логотип. Основой местного вещания стал восьмичасовой сквозной эфир — «День с Афонтово» с 13:00 до 17:00 и «Вечер с Афонтово» с 17:00 до 21:00, состоящий из 10-минутных выпусков новостей, блоков интервью, разговорных рубрик и записных программ. Аналогичные марафоны запускались в праздничные дни.
16 июня 2014 года компания полностью переехала в здание на Афонтовском переулке. Позже туда были перенесены другие активы и службы «Юнитмедиа».
1 января 2015 года в связи с финансовым кризисом в России часть коллектива отправили в отпуск с последующим увольнением.
2 марта 2015 года холдинг «Юнитмедиа» и канал «Афонтово» возглавила Светлана Середа, гендиректор закрытого томского телеканала ТВ2. Главным редактором телеканала стала ее коллега Ольга Дубровская. Часть старого руководства и технических работников ушла из-за разногласий с новым руководством.
При Середе «Афонтово» называет себя «общегородской площадкой» для обсуждения жизни Красноярска. Большинство запущенных тогда программ аналогичны проектам, выходившим на ТВ2: дневной сквозной эфир заменен на новую версию «Утреннего кофе с Афонтово» (на ТВ2 — канал «Успеваем»); с апреля—мая 2015 года в новостях введены дневные экспресс-выпуски и интерактивный телефонный опрос; появились программа о предпринимателях «Люди дела» («Ближе к делу»), прямые эфиры «Всегда на связи» («Телефонное право»), благотворительные марафоны «Я Дед Мороз!», «Дети вместо цветов» и «Ставка на добро» совместно с фондом «Добро24.ру» («Обыкновенное чудо», позже создавшее свой фонд); ток-шоу «Место встречи на Афонтово» (ток-шоу «Час Пик» в рамках одноимённой информационной программы). Также канал транслировал документальные фильмы из цикла «Экспедиция ТВ2». Появлялись и собственные авторские программы — «Как это устроено», «Афонтово. Спорт», «На стиле», реалити-шоу «Сто пудов» и другие.
В апреле 2016 года на «Афонтово» перешла Татьяна Кудряшова (тётя Таня) — ведущая дачной рубрики на ТВК. YouTube-канал программы «Голова садовая», которую она вела до 2021 года, набрал больше 500 тысячи подписчиков.
16 декабря 2016 года логотип канала снова изменился: строчная буква «а» была возвращена к своему первоначальному виду и слегка видоизменялась в виде треугольника.
В начале 2017 года автобусная остановка «Кинотеатр «Енисей» получила новое название «Афонтово».
7 апреля 2017 года в честь 25-летия компании возобновил свою работу концертный зал «Афонтово».
1 июля 2017 года канал проводил фестиваль еды «Пикник с «Афонтово» на острове Татышев.
В ноябре 2019 года в ходе «оптимизации» из-за сложной ситуации на красноярском медиарынке, руководство «Афонтово» объявило о сокращении штата и закрытии части авторских программ. С декабря 2019 по март-апрель 2020 года с эфира исчезли программы «Афонтово. Спорт», «Место встречи на Афонтово», «На стиле» (с августа 2019 года выходила как рубрика программы «Утренний кофе»), «Люди дела», «Всегда на связи», «Вкусное воскресенье», «Волшебный микрофон» (перешла на телеканал «Енисей»). Также были прекращены съёмки новых выпусков программы «Как это устроено» (ныне транслируются повторы выпусков).

### 2020—2023 годы: смены руководства и формата вещания
20 марта 2020 года Светлана Середа покинула «Афонтово» и холдинг «Юнитмедиа». Обе компании возглавил сооснователь и бывший технический директор канала в 1992—2010 годах Дмитрий Неклюдов.
10 апреля 2020 года Игорь Юсьма подтвердил, что продает «Афонтово» Александру Бровкину — бывшему генеральному директору телеканала «Центр-Красноярск» в 2011—2020 годах, сооснователю и первому техническому директору ТВК, бывшему техническому директору ОРТВ. Сделка в итоге не состоялась: Бровкин покинул «Афонтово» в мае 2020 года после падения рекламного рынка, вызванного коронавирусными ограничениями. Параллельно с Бровкиным покупкой канала интересовались представители краевого отделения партии «Патриоты России», подконтрольного предпринимателю и политику Анатолию Быкову. Канал по-прежнему остался в собственности медиахолдинга «Юнитмедиа».
На фоне экономической ситуации весной 2020 года большинство сотрудников «Афонтово» отправили в отпуск без содержания, что привело к исходу работников прежнего состава. В начале июня телекомпанию покинула главный редактор Ольга Дубровская. Большинство сотрудников программы «Утренний кофе», включая директора Елену Комович, ведущего Алексея Вербицкого и корреспондента Артёма Долгоаршинных, перешли в программу «Утро на Енисее» краевого телеканала «Енисей». Позже с «Афонтово» уволились автор и ведущий программы «Как это устроено» Александр Прудников (с октября перешёл в программу «Енисея» «Что и как»), продюсеры новостей Дмитрий Пименов (вернулся на «Енисей», затем перешёл на «7 канал»), Антон Шевчук и Евгений Шиповский (в 2021 году перешёл на «Приму»), ведущие «Утреннего кофе» Антон Богданов и Анастасия Буравнёва. Отток сотрудников продолжался до апреля 2021 года. Через год, 2 сентября 2022 года с «Афонтово» ведущая «Утреннего кофе» Юлия Дудникова после своего 2-летнего отсутствия в эфире (из-за декретного отпуска) перешла в программу «Енисея» «Утро на Енисее».
Эфир «Афонтово» летом-осенью претерпел значительные изменения: закрылся дневной прямой эфир «Афонтово днём», выпуск новостей перевели в формат дайджеста продолжительностью до 15 минут (до этого, в мае хронометраж выпуска новостей был сокращён до 20 минут); программа «Утренний кофе» вышла из отпуска только 9 октября в прямом эфире, но в другом формате и в сокращённом хронометраже. С 1 июня на постоянной основе (до этого, с января-февраля — редко) в ночном эфире с полуночи транслируется зацикленный видеоряд домашнего камина, его планировали дополнить аналогичными роликами в стиле «медленного телевидения». На канале прошли пилотные выпуски программ «Интервью с Марией Кунской» и «Доступный интерьер» производства продакшна «Медиакоманда», программы «Try Край», а также телеверсия фуд-блога «Дегустаторы» (все проекты были закрыты до конца года). В дополнение к «Голове садовой» запустился кулинарный видеоблог «Открой холодильник».
Летом 2020 года телеканал перешёл на вещание в формате 16:9. Одновременно в кабельных сетях началось вещание телеканала в формате высокой чёткости HDTV.
11 января 2021 года программа «Утренний кофе» изменила название на «Афонтово. Утро», а «Новости «Афонтово» стали выходить в эфир в рамках новой 30-минутной программы «Афонтово. Вечер».
29 марта 2021 года к 29-му дню рождения телеканал обновил оформление и обнародовал новый слоган «Ты нас знаешь». Главным элементом графики снова стала треугольная стрелка, введённая в логотип в 1998 году как отсылка к Афонтовой горе и символу «play»; в оформлении новостей снова появились элементы графики образцов 2005—2010 и 2013—2014 годов. С апреля по декабрь того же года в дневном эфире выходили экспресс-выпуски новостей, которые транслировались в 2015—2020 годах.
В мае 2021 года телеканал прекратил аналоговое вещание, оставшись только в кабельных сетях и интернет-трансляции. Это совпало с перерегистрацией СМИ «Афонтово» на новое юридическое лицо канала.
Летом 2021 года в эфире появились тематические видеоблоги, а также концерты известных исполнителей.
В течение года, с сентября 2021 по сентябрь 2022 года, в первом часе ночного эфира «Афонтово» воспроизводились подкасты российских авторов и студий.
С января 2022 года канал стал транслировать программы и документальные фильмы региональных телекомпаний России, номинированных во Всероссийском открытом телевизионном конкурсе «Федерация», а тажке телевизионную версию видеоблога «Честный обзор» с Евгением Донцом. Программа «Афонтово. Утро» сменила формат и стала выходить в виде блока без ведущих. В это же время из эфира телеканала исчезли фильмы и сериалы.
С 4 апреля 2022 года в честь 30-летия «Афонтово» изменил концепцию эфира: большую часть сетки вещания занимают лучшие программы и документальные фильмы региональных телекомпаний России. Программы «Афонтово. Вечер» (с 7 сентября 2022 года — «Прямой эфир») и «Новости «Афонтово» стали выходить в эфир от одного до двух раз в месяц (с 15 ноября 2023 года — от одного раза каждую среду). Также в эфире появились блоки программ «Общественной службы новостей» («ОСН») и «TV BRICS».

### С 2023 года: повторная смена собственника
3 ноября 2023 года стало известно, что новым владельцем «Афонтово» стал экс-депутат Городского совета Красноярска, издатель и главный редактор журнала «Деловой Красноярск» Геннадий Торгунаков, а генеральным директором — Татьяна Ковалева. В 2024 году на телеканале планировалось возвращение к прежней концепции эфира и расширение производства собственных программ. Были запущены программы «Политпасьянс», «Откровенный диалог», «Немалый бизнес», «Культурный навигатор» и «Послесловие». Также планируется перезапуск программы «Как это устроено», которая транслировалась в 2015—2020 годах.

## Руководство
Генеральные директора
- Александр Карпов (1992—2003)
- Сергей Ким (2003—2006)
- Валерий Сидоров (2006—2010)
- Владимир Ефремов (2010)
- Ирина Третьякова (2011—2013)
- Сергей Литвинов, Алексей Семёнов (2013—2014)
- Данила Юсьма (2014—2015)
- Светлана Середа (2015—2020)
- Дмитрий Неклюдов, Павел Самоцветов (2020—2022)
- Гульнара Баженова (2022—2023)
- Игорь Юсьма (2023)
- Татьяна Ковалева (2023—н.в.)

Директора отдела развития / Директор по развитию
- Регина Юркина (1998—2000)
- Максим Осадчук (2004—2007)
- Наира Авакян (2007—2010)
- Нана Беридзе (2015—20??)
- Геннадий Торгунаков (2023—н.в.)

Председатели Совета директоров
- Александр Карпов (2003—2006)
- Сергей Ким (2006—2010)
- Валерий Сидоров (2010)

Заместитель генерального директора
- Елена Антонова (2006—2008)

Заместитель генерального директора по телевещанию
- Данила Юсьма (2015)
- Кирилл Ковалев (2024—н.в)

Заместитель генерального директора по коммерческим вопросам
- Елена Глазкова (200?—2008)

Заместитель генерального директора по правовым вопросам и кадрам
- Елена Соловьева (начало 2000-х)

Заместитель генерального директора по финансам
- Лариса Бокатюк (середина 2000-х)

Заместители генерального директора по информационному вещанию
- Татьяна Вигель (200?—2010)[64]
- Ксения Самоцветова (2011—2013)

Главные редакторы
- Сергей Ким (1992—2006)
- Валерий Сидоров (2006—2010)
- Ольга Дубровская (2015—2020)

Генеральный продюсер
- Максим Шведов (начало 2010-х)

Руководители промо-отдела
- Алёна Никитина (2011—201?)
- Нана Беридзе (2015—20??)
- Герман Руднев (2021—2024)

Руководитель аналитического отдела
- Кирилл Гуревич (2007—2010)

Главный редактор художественного вещания
- Андрей Няньчук (1993—1998)

Директор отдела программ / Программные директора
- Лариса Аракчеева (середина 1990-х)
- Дмитрий Юркин (начало 2000-х)
- Тамара Кантеладзе (конец 2000-х)
- Наталья Горовцова (2015—2020)
- Александр Шмаль (2020—2021)
- Виктор Курбатов (2021)
- Герман Руднев (2021—2024)

Руководитель отдела продаж
- Юлия Пешкова (2016—2022)

Технические директора
- Дмитрий Неклюдов (1992—2010)
- Павел Самоцветов (2011—2022)
- Игорь Дьяков (2022—2024)

Директор отдела выпуска
- Марина Алатова (200?—2010)

Директора информационного вещания
- Ирина Третьякова (1993—1998)
- Сергей Видов (1998—1999)
- Сергей Литвинов (1999—2004)
- Оксана Калинина (2004—2010)

Директора утреннего вещания
- Владимир Мясников (1994—1995)
- Павел Ковязин (1995—2002)
- Елена Антонова (2002—2006)
- Оксана Куделя (2006—2007)
- Юлия Баканова (2007—2008)
- Светлана Макарова (2008—2010)
- Елена Комович (2015—2020)
- Наталья Маркова (2020)

Главные режиссёры
- Олег Лупинин (1992—1998)[65]
- Сергей Ковынев (1998—начало 2000-х)
- Александр Нарицын (2007—2010)
- Дмитрий Щедрухин (2014—2020)

Инженер технической службы
- Сергей Попов (201?—н.в.)

Старший инженер
- Виктор Широких (1992—н.в.)

Видеодизайнеры / Арт-директора
- Пётр Барановский (1992—2010)
- Олег Балашкин (1998—2010)
- Михаил Спиров (2002—2005) — творческий директор креативно-производственной компании «Координата 20»
- Олег Лупинин (2005—2010)[66]
- Павел Щедрухин (2014—2015)
- Герман Руднев (2021—2024)
- Виктор Пащенко (2024—н.в.)

Главный продюсер телеканала «Афонтово» в красном»
- Валерия Рязанцева (2012—2014)

Музыкальные оформители
- Михаил Турпанов (1992—2003)[67]
- Александр Молтянский (2003—2010)
- Сергей Сержов (2014—2021)

В разное время в заставках телеканала и его передач применялись саундтреки, взятые из звуковых библиотек, а также другие известные мелодии (как Moti Special — Stop! Girls Go Crazy).

## Программы

### Транслируемые в настоящий момент
- «Новости «Афонтово» (15 марта 1993 — 22 октября 2010, с 10 октября 2011 года) (с 10 октября 2011 по 6 декабря 2013 года — «Афонтово-новости», с 9 декабря 2013 по декабрь 2020 года — оба названия)
- «Прямой эфир» (до 14 июня 2022 года — «Афонтово. Вечер») (с 11 января 2021 года)
- «Афонтово. Утро» (до 31 декабря 2020 года — «Утренний кофе с «Афонтово») (5 сентября 1994 — 1 октября 2010, 24 августа 2015 — 31 декабря 2021) (с января 2022 года выходит как утренний блок)
- «Голова садовая» (с апреля 2016 года)
- «Открой холодильник» (с 9 октября 2020)
- «Культурный навигатор» (с 14 июня 2024)
- «Политпасьянс» (с 16 февраля 2024)
- «Откровенный диалог» (с 14 мая 2024)
- «Послесловие» (с 30 августа 2024)

### Архивные программы

#### Информационные
- «Новости «Афонтово». Экспресс-выпуск» (апрель 2015 — май 2020)
- «Мировые новости «Афонтово» (октябрь — декабрь 2021)
- «Версия» (2002—2008, 18 января — декабрь 2016)
- «Экстренный выпуск» (2009 — июль 2010)
- «Свидетель происшествия» (2017—2018)

#### Информационно-аналитические
- «События, анализ, прогнозы» (1996—2002)
- «Территория» (1999—2002)
- «Административный ресурс» (1 декабря 2002 — 2003)
- «Женская логика» (4 августа 2002 — 2009)
- «Новости «Афонтово». Итоги недели» (2006—2009, 2014—2015) (с 2009 по 2010 год выходила как рубрика субботних выпусков новостей)
- «Мировые новости «Афонтово». Обзор за неделю» (октябрь — декабрь 2021)

#### Интервью, дискуссии, ток-шоу
- «По полам!» (18 сентября 2004 — 2006)
- «Оптимальный вариант» (19 сентября 2004 — 2008)
- «Сетевизор» (13 октября 2008 — 16 июля 2010) (с середины июля по октябрь 2010 года транслировались повторы выпусков)
- «Главное с Сергеем Кимом» (до 2009 года — «Итоги с Сергеем Кимом») (октябрь 2008 — июль 2010)
- «Мой Красноярск. Избранные» (2009—2010)
- «Интервью» (октябрь 2011 — декабрь 2020) (ранее на ОРТВ)
- «Шоу-бизнес» (2011—2012)
- «Тема дня» (2014—2016)
- «Люди дела» (2014—2019)
- «Доступная среда» (2016)
- «Место встречи на Афонтово» (2016—2020) (с 2017 года — постоянное название)
- «Так и живём» (2017—2018)
- «Всегда на связи» (2017—2020)
- «Открытый показ» (2016—2018)
- «Интервью с Марией Кунской» (2020)

#### Информационно-развлекательные
- «Второе число месяца» (общение со зрителями) (2 апреля 1993 — 199?)
- «Музыкальная программа «Афонтово» (1990-е)
- «Прямой эфир в студии «Афонтово» (1990-е)
- «Европа Плюс» на «Афонтово» (1990-е)
- Телемарафон «Шаг навстречу» (1 июня 1994 — 1995)
- «Кофе вечерком» (20 декабря 1999 — осень 2002)
- «С полседьмого» (2006—2008)
- «Хорошо!» (2008—2010)
- «ЭтаЖизнь» (2009)
- «Красноярский формат» (2009—2010)
- Телемарафон «Время перемен» (весь май 2014)
- «День с «Афонтово» (июнь 2014 — весна 2015)
- «Вечер с «Афонтово» (июнь 2014 — лето 2015)
- «Афонтово днем» (9 января — май 2020)
- «Правый берег» (15 ноября 2021 — 14 марта 2022)

#### Развлекательные
- «Лапша» (1993—1997)
- Сериал «Истории из предыстории» (1997—1998)
- «VHS: сезон развлечений» (1996 — лето 1998)
- Концертный зал «Афонтово» (1990-е, отдельные концерты с 2017)
- Телепроект «КВН на Енисее» (1999—2002)
- «Квартирник с Вербицким» (конец декабря 2019 — начало января 2020)

#### Тематические
- «Сибмаркет» (1993—1996)
- «Автофокус» (1993—1995)[68]
- «Ева+» (1994—1998)
- «36,6» (1994—1999)
- «Спорт-ревю» (1994—1998)
- «Дела» (16 октября 1995 — август 2010)
- «Новогодняя ночь в «Афонтово» (31 декабря каждого года, 1994—1995)
- «Ирония судьбы, или С Новым годом!» (31 декабря 1996)
- «Шоу пятилеток» (1998)
- Курс валют «Курсор» (с 2002 года — «Новый «Курсор») (конец 1990-х — начало 2000-х)
- Телемагазин «ТВ-Курьер» (конец 1990-х — начало 2000-х)
- «ТОП» («Туризм, отдых, путешествия») (конец 1990-х)
- «Вестник СДП» (1999)
- «Очень, очень» (2000)
- «Прайм-тайм» (начало 2000-х)
- «Охота в школу» (начало 2000-х)
- «Автостандарт» (11 ноября 1997 — 2002)
- «Веб-экспресс» (2004—2010, 2016)
- «Изюминка» (9 февраля 2003 — 2008)
- «У экрана» (2000-е)
- «Культура за неделю» (середина 2000-х)
- «Суперстудент» (2007)
- «Лаборатория стиля» (2007)
- Студенческое телевидение «Gaudeamus» («Гаудеамус») (2006—2009)
- «Звёздные скачки» (2006—2008)
- «Звёздная регата» (2008)
- «Три толстяка» (2008—2010)
- «Коробка передач» (12 октября 2003—17 июля 2010)
- «Большой город» (годы трансляции неизвестны)
- «Новый город» (годы трансляции неизвестны)
- «Адреналин Versus», «Адреналин Weekend» (2001—2006)
- «Никогда не говори "Кто тама?"» (31 декабря 2006)
- «В отрыв!» (2009—2010)
- Конкурс красоты «Мисс Виртуальный Красноярск» (2009)
- Региональная лотерея «Лото на Енисее» (2009—2010)
- «Топ-новости», «Деловые новости» (2011—2014) (ранее на ОРТВ с 2008 по 2011 год)
- «Новости здоровья», «Красивые новости», «Домашние новости», «Хорошие новости», «Строительные новости», «Модные новости», «Новости культуры», «Вкусные новости» (2013—2014)
- «Независимость» (2011—2012) (ранее на ОРТВ с 2010 по 2011 год)
- «Топ-подиум» (2013—2015)
- Конкурс парикмахеров «Золотая прядь» (1998—2002)
- Конкурс красоты «Мисс Красноярск» (1996—1997, 2014—2016)
- Конкурс красоты «Маленькая красавица» (2014—2016)
- «Красная десятка» (2013—2014)
- «Овертайм» (2014)
- «Центральная трибуна» (2009, 2014—2016)
- «Город женщин» (2014—2015)
- «Тест-драйвер» (2014—2017)
- «Вкусные истории» (2014—2015)
- «Барышня-крестьянка» (2014—2015)
- «Будь в форме» (2014—2016)
- «Всем куранты» (31 декабря 2014)
- Концерт «Пена, бритва, два носка» (23 февраля 2015)
- «Мимими-концерт» (8 марта 2015)
- Телемарафон «Детский день на «Афонтово» (1 июня 2015)
- «Как это устроено» (2015—2020) (с начала 2020 года транслируются повторы выпусков)
- «Люди дела. Другая профессия» (2016—2017)
- «Афонтово. Спорт» (2016 — декабрь 2019)
- «Сто пудов» (2016—2017)
- «Новогодний калейдоскоп» (31 декабря 2016)
- «Заграница без границ» (2017)
- «На стиле» (2017—2019) (с августа 2019 по начало 2020 года выходила как рубрика программы «Утренний кофе»)
- «Вкусное воскресенье» (2015–2020)
- «Новый год на «Афонтово» (31 декабря каждого года, 2016—2018)
- «Марафон Победы» (9 мая каждого года, 2017—2019)
- «Местное воскресное» (2017—2018)
- Благотворительный проект «Ставка на добро» (2018—2020)
- «#тычЁповар» (2018—2019)
- «Afontovo Worldwide Getaway» (ролики красивых мест мира) (лето 2020)
- «Доступный интерьер» (2020)
- «Try Край» (1 октября — 5 ноября 2020)
- «Дегустаторы» (2020)
- «5 минут про экологию» (2021)
- «Немалый бизнес» (с 27 ноября 2023 по 2024 год)

#### Документальные фильмы и циклы
- «Скорбный рейс Белого дельфина» (1995)
- «По следу Тунгусской трагедии» (экспедиция Юрия Лавбина, фильм Сергея Бондарева) (1998)
- «Улицы разбитых фонарей» в Сибири» (6 мая 2002)
- «Команда «Афонтово» в Таиланде» (2003)
- «Вергельд. Банда егеря» (2003)
- «Другая жизнь» (2004—2010)
- «Студия авторских фильмов «Афонтово» (до 2007 года — «Перекрёсток») (2005—2010)
- «Последний поклон» (фильм о писателе Викторе Астафьеве из 6 серий) (2006)
- «Проверено временем» (архив новостей) (сентябрь 2008 — октябрь 2010)
- «Внутренний мир» (2014—2015)
- «Отношения» (2014—2015)
- «Дневники эпохи» (2014—2015)
- «Команда А» (2014—2016)
- «Эпоха VHS» (архив новостей) (2019 — октябрь 2020)

#### Детские
- «Волшебный микрофон» (1993—1996, 2015—2020)
- «Чудесный ларец» (1996)
- «Решето чудес» (1997)
- «Одни дома» (2008—2010)
- «Лаборатория профессора Звездунова» (2017)

## Слоганы
- Это полезно, Это практично, Это приятно, Это понятно (с 1 апреля 2002 по 11 сентября 2005 года)
- Дыши, смотри, живи (2003)
- Оставайся собой! (с 12 сентября 2005 по 31 октября 2010 года)
- «Афонтово-новости» вместо ОРТВ: мы сами Афигели! (2011)
- Мы приносим удачу! (2013)
- Делаем настоящее (2014)
- Включай Афонтово. Настройся на лучшее (2015)
- Вместе интереснее, Вместе добрее, Вместе веселее, Вместе теплее (2016—2017)
- Смотри Афонтово (2018)
- Встречаемся на Афонтово (2019—2020)
- «Ты нас знаешь» (с 29 марта 2021 по осень 2022 года)
- «Смотри. История продолжается» (с осени 2022 по 2024 год)
- «Всё хорошее только начинается!» (с 2024 года)

## Сетевые партнёры
9 ТВК
- Собственное программирование (июль 1992 — 1994, 12 сентября 2005 — 22 октября 2010)
- Шестой канал (Санкт-Петербург) (1994—1995)[69]
- НВС (1994 — 31 декабря 1996)
- НТВ (январь 1995 — 1 февраля 1998, в записи)
- REN-TV-НВС (1 января 1997 — 1 февраля 1998)
- ТНТ (2 февраля 1998 — 11 сентября 2005)
- ТВ-3 (22 — 31 октября 2010)

34 ТВК
- Россия-24 (10 октября 2011 — 30 апреля 2014)
- Собственное программирование (с 1 мая 2014 года)

## Факты

Под брендом «Афонтово» выпускали газированный напиток (на снимке — этикетки 1995 и 1999 годов).

- Автором названия «Афонтово» является Ирина Третьякова, работавшая ведущей и директором новостей канала с 1993 по 1998 год[3][70]. Название «Афонтово» имеет тесную связь с Афонтовой горой, где была обнаружена одна из древнейших в Красноярском крае стоянок первых людей[7]. Данное название противоречит географии Красноярска, поскольку Афонтова гора находится на другом берегу Енисея[9].
- Бренд «Афонтово» в 1990-е годы активно раскручивался местными производителями различных продукций (среди которых, «Пикра», «Краскон», «Канская табачная фабрика», «Сибирская сахарная компания», «Крайс», «Красноярский хлеб» (под брендом «Афонтик»)[9].
- Символом телеканала «Афонтово», который используется в логотипе с 1998 по 2014 и с 2016 года по настоящее время является строчная буква «а». Она была придумана красноярским дизайнером Николаем Иваненко из дизайн-студии «Ostrauh» ещё в 1997 году (официально зарегистрирована как товарный знак 11 июня 2002 года).

## Награды
Лауреаты всероссийского конкурса «Новости — время местное».
Лауреаты национального конкурса ТЭФИ:
- 2001[71] — Сергей Ким в номинации «Ведущий информационной программы».

Финалисты и победители национального конкурса ТЭФИ и всероссийского конкурса ТЭФИ-Регион:
- 2000, 2001, 2003, 2008 — «Новости Афонтово» в номинации «Информационная программа».
- 2002 — «Оформление эфира канала «Афонтово» в номинации «Телевизионный дизайн», Татьяна Вигель в номинации «Ведущий информационной программы».
- 2004 — «Коробка передач» в номинации «Лучшая развлекательная программа».
- 2006 — «Утренний кофе» в номинации «Ежедневная информационно-развлекательная программа».
- 2007 — «С полседьмого» в номинации «Ежедневная информационно-развлекательная программа».
- 2019 — «Как это устроено» в номинации «Просветительская программа».

Другие конкурсы:
- 2000 — «Цикл заставок» — Конкурс компьютерной анимации «Аниграф-Телекино», первое место в номинации «Заставки для оформления телеэфира»
- 2005 — «Новости Афонтово» — Евразийский конкурс телевизионных дизайнеров и промоутеров, главный приз в номинации «Телевизионный дизайн, лучшая упаковка новостей»
- 2017 — «Новости Афонтово» — Пятый конкурс «Медиабренд», третье место в номинации «Лучший дизайн регионального ТВ»
- 2017 — «Афонтово» (Красноярск) — IX Национальная премия «Золотой луч», победитель в номинации «Лучший региональный канал»